# Приведённые гомологии
Приведённые гомологии — незначительная модификация теории гомологий, позволяющая формулировать некоторые утверждения алгебраической топологии, как например двойственность Александера, без исключительных случаев.
Приведённые гомологии и когомологии обычно обозначающийся волной.
При этом отличие от обычных гомологий проявляется только в нулевой размерности;
то есть {\displaystyle H_{0}(X)={\tilde {H}}_{0}(X)\oplus \mathbb {Z} } и {\displaystyle H_{n}(X)={\tilde {H}}_{n}(X)} для всех положительных n.

## Цепной комплекс
В обычном определении гомологии пространства, строится по цепному комплексу
{\displaystyle \dotsb {\overset {\partial _{n+1}}{\longrightarrow \,}}C_{n}{\overset {\partial _{n}}{\longrightarrow \,}}C_{n-1}{\overset {\partial _{n-1}}{\longrightarrow \,}}\dotsb {\overset {\partial _{2}}{\longrightarrow \,}}C_{1}{\overset {\partial _{1}}{\longrightarrow \,}}C_{0}{\overset {\partial _{0}}{\longrightarrow \,}}0}
и определяются как факторы
{\displaystyle H_{n}(X)=\ker(\partial _{n})/\mathrm {im} (\partial _{n+1})}
Чтобы определить приведённые гомологии, следует воспользоваться тем же определением для дополненного цепного комплекса
{\displaystyle \dotsb {\overset {\partial _{n+1}}{\longrightarrow \,}}C_{n}{\overset {\partial _{n}}{\longrightarrow \,}}C_{n-1}{\overset {\partial _{n-1}}{\longrightarrow \,}}\dotsb {\overset {\partial _{2}}{\longrightarrow \,}}C_{1}{\overset {\partial _{1}}{\longrightarrow \,}}C_{0}{\overset {\epsilon }{\longrightarrow \,}}\mathbb {Z} \to 0}